# Márton Székely
Márton Barnabá Székely (* 2. Januar 1990 in Budapest) ist ein ungarischer Handballspieler. Der 1,94 m große Torwart spielt seit 2022 für den ungarischen Erstligisten Grundfos Tatabánya KC und steht zudem im Aufgebot der ungarischen Nationalmannschaft.

## Karriere

### Verein
Márton Székely spielte in der Jugend für die ungarischen Vereine Malév SC und PLER KC. Ab 2007 stand er im Kader der Männermannschaft beim Erstligisten aus seiner Geburtsstadt Budapest. Im ungarischen Pokal erreichte er 2011 das Finale. 2013 wechselte der Torhüter zum Ligakonkurrenten Balatonfüredi KSE, 2015 zum Csurgói KK. Mit beiden Vereinen nahm er am EHF-Pokal teil. 2016 verpflichtete ihn der Grundfos Tatabánya KC, mit dem er 2017, 2018 und 2019 Dritter in der heimischen K&H Férfi Kézilabda Liga wurde. 2018 wurde Székely zu Ungarns „Torhüter des Jahres“ gewählt. Ab 2019 stand er beim ungarischen Spitzenklub Telekom Veszprém unter Vertrag, mit dem er 2020 die SEHA-Liga gewann und Zweiter der ungarischen Liga wurde. Meist war er nur dritter Torhüter hinter dem Spanier Rodrigo Corrales und dem Serben Vladimir Cupara. Im März 2021 wurde er vom portugiesischen Verein FC Porto als Ersatz für den plötzlich verstorbenen Stammtorhüter Alfredo Quintana Bravo ausgeliehen. Mit Porto gewann er 2021 die portugiesische Meisterschaft und den portugiesischen Pokal. In der Saison 2021/22 stand er für den nordmazedonischen Verein RK Eurofarm Pelister im Tor und gewann den nordmazedonischen Supercup.
Seit 2022 steht Székely wieder bei Tatabánya unter Vertrag.

### Nationalmannschaft
Mit der ungarischen Nationalmannschaft nahm Székely an den Europameisterschaften 2020 (9. Platz) und 2022 (15. Platz) sowie an den Weltmeisterschaften 2019 (10. Platz) und 2021 (5. Platz) teil.
Bisher bestritt er 84 Länderspiele, in denen er drei Tor erzielte.